# Alpiner South American Cup 2024
Die Saison 2024 des alpinen South American Cups begann am 3. August 2024 in Chapelco und endete am 27. September 2024 in Corralco. Sie zählte, wie auch die anderen Kontinentalrennserien des internationalen Ski-Verbandes FIS als Unterbau zum Weltcup. Sie zählt laut FIS-Regularien bereits zur jahresübergreifenden Wettbewerbssaison 2024/25.

## Cupwertungen

### Gesamt
| Rang | Athlet                | Punkte |
| ---- | --------------------- | ------ |
| 1    | Tiziano Gravier       | 803    |
| 2    | Thomas Lardon         | 471    |
| 3    | Mattia Cason          | 464    |
| 4    | Jeremie Lagier        | 378    |
| 5    | Richard Leitgeb       | 349    |
| 6    | Wiley Maple           | 305    |
| 7    | Gian Maria Illariuzzi | 298    |
| 7    | Adam Palmer           | 298    |
| 7    | Felix Monsén          | 298    |
| 10   | Jan Zabystřan         | 280    |

| Rang | Athletin                  | Punkte |
| ---- | ------------------------- | ------ |
| 1    | Giselle Gorringe          | 997    |
| 2    | Francesca Baruzzi Farriol | 726    |
| 3    | Jordina Caminal Santure   | 470    |
| 4    | Tereza Nová               | 500    |
| 5    | Sofia Bogni Barry         | 448    |
| 6    | Matilde Pinilla           | 361    |
| 7    | Florencia Aramburo        | 349    |
| 8    | Haley Cutler              | 340    |
| 9    | Nicole Begue              | 301    |
| 10   | Valentine Belmonte        | 237    |

### Abfahrt
| Rang | Athlet          | Punkte |
| ---- | --------------- | ------ |
| 1    | Mattia Cason    | 272    |
| 2    | Wiley Maple     | 221    |
| 3    | Lukas Feurstein | 200    |
| 4    | Felix Monsén    | 182    |
| 5    | Tiziano Gravier | 146    |

| Rang | Athletin                | Punkte |
| ---- | ----------------------- | ------ |
| 1    | Tereza Nová             | 340    |
| 2    | Jordina Caminal Santure | 230    |
| 3    | Giselle Gorringe        | 228    |
| 4    | Haley Cutler            | 180    |
| 5    | Florencia Aramburo      | 158    |

### Super-G
| Rang | Athlet            | Punkte |
| ---- | ----------------- | ------ |
| 1    | Tristan Lane      | 231    |
| 2    | Tiziano Gravier   | 200    |
| 3    | Mattia Cason      | 192    |
| 4    | Jan Zabystřan     | 150    |
| 5    | Jaakko Tapanainen | 145    |

| Rang | Athletin                | Punkte |
| ---- | ----------------------- | ------ |
| 1    | Jordina Caminal Santure | 340    |
| 2    | Giselle Gorringe        | 209    |
| 3    | Haley Cutler            | 160    |
| 4    | Tereza Nová             | 160    |
| 5    | Emma James              | 110    |

### Riesenslalom
| Rang | Athlet                | Punkte |
| ---- | --------------------- | ------ |
| 1    | Tiziano Gravier       | 404    |
| 2    | Thomas Lardon         | 251    |
| 3    | Gian Maria Illariuzzi | 214    |
| 4    | Adam Palmer           | 184    |
| 4    | Jeremie Lagier        | 184    |

| Rang | Athletin                  | Punkte |
| ---- | ------------------------- | ------ |
| 1    | Francesca Baruzzi Farriol | 476    |
| 2    | Giselle Gorringe          | 255    |
| 3    | Lindy Etzensperger        | 208    |
| 4    | Asja Zenere               | 180    |
| 5    | Andrea Ellenberger        | 155    |

### Slalom
| Rang | Athlet                | Punkte |
| ---- | --------------------- | ------ |
| 1    | Richard Leitgeb       | 262    |
| 2    | Thomas Lardon         | 220    |
| 3    | Riccardo Allegrini    | 196    |
| 4    | Jeremie Lagier        | 194    |
| 5    | Victor Muffat-Jeandet | 180    |

| Rang | Athletin                  | Punkte |
| ---- | ------------------------- | ------ |
| 1    | Giselle Gorringe          | 285    |
| 2    | Francesca Baruzzi Farriol | 250    |
| 3    | Sofia Bogni Barry         | 201    |
| 4    | Jessica Hilzinger         | 160    |
| 5    | Matilde Pinilla           | 110    |

## Podestplatzierungen Herren

### Abfahrt
| Datum              | Ort            | 1. Platz        | 2. Platz          | 3. Platz     |
| ------------------ | -------------- | --------------- | ----------------- | ------------ |
| 4. September 2024  | La Parva (CHI) | Lukas Feurstein | Jan Zabystřan     | Felix Rösle  |
| 4. September 2024  | La Parva (CHI) | Lukas Feurstein | Wiley Maple       | Felix Rösle  |
| 25. September 2024 | Corralco (CHI) | Mattia Cason    | Enrico Giacomelli | Wiley Maple  |
| 26. September 2024 | Corralco (CHI) | Mattia Cason    | Tiziano Gravier   | Felix Monsén |

### Super-G
| Datum              | Ort            | 1. Platz          | 2. Platz        | 3. Platz                          |
| ------------------ | -------------- | ----------------- | --------------- | --------------------------------- |
| 5. September 2024  | La Parva (CHI) | Jan Zabystřan     | Mattia Cason    | Tiziano Gravier Otmar Striedinger |
| 5. September 2024  | La Parva (CHI) | Felix Rösle       | Felix Monsén    | Miha Hrobat                       |
| 27. September 2024 | Corralco (CHI) | Jaakko Tapanainen | Tristan Lane    | Matej Prieložný                   |
| 27. September 2024 | Corralco (CHI) | Tristan Lane      | Tiziano Gravier | Vetle Fjellstad Fosse             |

### Riesenslalom
| Datum              | Ort                  | 1. Platz                            | 2. Platz                            | 3. Platz                            |
| ------------------ | -------------------- | ----------------------------------- | ----------------------------------- | ----------------------------------- |
| 3. August 2024     | Chapelco (ARG)       | Rennen auf den 4. August verschoben | Rennen auf den 4. August verschoben | Rennen auf den 4. August verschoben |
| 4. August 2024     | Chapelco (ARG)       | Gian Maria Illariuzzi               | Tiziano Gravier                     | Leo Monnier                         |
| 5. August 2024     | Chapelco (ARG)       | Tiziano Gravier                     | Adam Palmer                         | Delfin van Ditmar                   |
| 8. August 2024     | Cerro Catedral (ARG) | Tiziano Gravier                     | Thomas Lardon                       | Jeremie Lagier                      |
| 31. August 2024    | El Colorado (CHI)    | Tiziano Gravier                     | Jeremie Lagier                      | Thomas Lardon                       |
| 10. September 2024 | Cerro Castor (ARG)   | Luca De Aliprandini                 | Patrick Feurstein                   | Fadri Janutin                       |
| 11. September 2024 | Cerro Castor (ARG)   | Patrick Feurstein                   | Alex Vinatzer                       | Luca Aerni                          |

### Slalom
| Datum              | Ort                  | 1. Platz              | 2. Platz              | 3. Platz        |
| ------------------ | -------------------- | --------------------- | --------------------- | --------------- |
| 9. August 2024     | Cerro Catedral (ARG) | Jeremie Lagier        | Adam Palmer           | Thomas Lardon   |
| 11. August 2024    | Cerro Catedral (ARG) | Richard Leitgeb       | Thomas Lardon         | Jeremie Lagier  |
| 1. September 2024  | La Parva (CHI)       | Thomas Lardon         | Riccardo Allegrini    | Theo Letitre    |
| 12. September 2024 | Cerro Castor (ARG)   | Juan Del Campo        | Victor Muffat-Jeandet | Hugo Desgrippes |
| 13. September 2024 | Cerro Castor (ARG)   | Victor Muffat-Jeandet | Fabio Gstrein         | William Hansson |

## Podestplatzierungen Damen

### Abfahrt
| Datum              | Ort            | 1. Platz         | 2. Platz         | 3. Platz                |
| ------------------ | -------------- | ---------------- | ---------------- | ----------------------- |
| 4. September 2024  | La Parva (CHI) | Haley Cutler     | Tereza Nová      | Jordina Caminal Santure |
| 4. September 2024  | La Parva (CHI) | Bobbi Jo Griffin | Haley Cutler     | Tereza Nová             |
| 25. September 2024 | Corralco (CHI) | Tereza Nová      | Giselle Gorringe | Jordina Caminal Santure |
| 26. September 2024 | Corralco (CHI) | Tereza Nová      | Giselle Gorringe | Jordina Caminal Santure |

### Super-G
| Datum              | Ort            | 1. Platz                | 2. Platz                | 3. Platz                |
| ------------------ | -------------- | ----------------------- | ----------------------- | ----------------------- |
| 5. September 2024  | La Parva (CHI) | Jordina Caminal Santure | Tereza Nová             | Haley Cutler            |
| 5. September 2024  | La Parva (CHI) | Haley Cutler            | Tereza Nová             | Jordina Caminal Santure |
| 27. September 2024 | Corralco (CHI) | Giselle Gorringe        | Jordina Caminal Santure | Emma James              |
| 27. September 2024 | Corralco (CHI) | Jordina Caminal Santure | Giselle Gorringe        | Matilde Pinilla         |

### Riesenslalom
| Datum              | Ort                  | 1. Platz                            | 2. Platz                            | 3. Platz                            |
| ------------------ | -------------------- | ----------------------------------- | ----------------------------------- | ----------------------------------- |
| 3. August 2024     | Chapelco (ARG)       | Rennen auf den 4. August verschoben | Rennen auf den 4. August verschoben | Rennen auf den 4. August verschoben |
| 4. August 2024     | Chapelco (ARG)       | Giselle Gorringe                    | Francesca Baruzzi Farriol           | Lindy Etzensperger                  |
| 5. August 2024     | Chapelco (ARG)       | Lindy Etzensperger                  | Francesca Baruzzi Farriol           | Giselle Gorringe                    |
| 8. August 2024     | Cerro Catedral (ARG) | Francesca Baruzzi Farriol           | Sarah Schleper de Gaxiola           | Andrea Ellenberger                  |
| 31. August 2024    | El Colorado (CHI)    | Estelle Alphand                     | Francesca Baruzzi Farriol           | Elvedina Muzaferija                 |
| 10. September 2024 | Cerro Castor (ARG)   | Asja Zenere                         | Camille Rast                        | Lisa Hörhager                       |
| 11. September 2024 | Cerro Castor (ARG)   | Francesca Baruzzi Farriol           | Asja Zenere                         | Lisa Nyberg                         |

### Slalom
| Datum              | Ort                  | 1. Platz                  | 2. Platz            | 3. Platz           |
| ------------------ | -------------------- | ------------------------- | ------------------- | ------------------ |
| 9. August 2024     | Cerro Catedral (ARG) | Giselle Gorringe          | Aura Coronado Mateu | Sofia Bogni Barry  |
| 11. August 2024    | Cerro Catedral (ARG) | Francesca Baruzzi Farriol | Giselle Gorringe    | Juliette Hidas     |
| 1. September 2024  | La Parva (CHI)       | Carla Mijares Ruf         | Leonie Carroz       | Fiona Acquistapace |
| 12. September 2024 | Cerro Castor (ARG)   | Martina Peterlini         | Jessica Hilzinger   | Aline Danioth      |
| 13. September 2024 | Cerro Castor (ARG)   | Francesca Baruzzi Farriol | Jessica Hilzinger   | Giorgia Collomb    |